# Walter Haasler
Bernhard Walter Haasler (* 2. August 1885 in Lindicken, Kreis Insterburg, Ostpreußen; † 9. März 1976 in Wien) war ein deutscher Bauingenieur und Hochschullehrer.

## Familie
Haaslers Eltern waren der von Salzburger Exulanten stammende Gutsbesitzer Matthias Haasler und dessen Ehefrau Louise, geb. Jenet. Er war in erster Ehe kinderlos mit Frieda Schierholz verheiratet. Aus der Beziehung mit seiner langjährigen Lebensgefährtin und späteren Ehefrau Ernestine Anna Maria Bowe, geb. Weinstabel (1914–1982), stammt der Sohn Walter Clarence Haasler (* 1946). Daneben lebte die Tochter Elfriede Maria Bowe (* 1944) aus der ersten Ehe seiner Partnerin als Pflegekind in der Familie.

## Karriere
Haasler besuchte das Tilsiter Realgymnasium. Nach dem Abitur studierte er von 1905 bis 1910 an der Technischen Hochschule Charlottenburg Bauingenieurwesen. An dieser Hochschule wurde er im Jahr 1914 mit einer Arbeit zum Dr.-Ing. promoviert.
Von 1910 bis 1911 unterrichtete er als Dozent an der Städtischen Gewerbeakademie in Friedberg (Hessen) in den Abteilungen für Maschinenbau, Elektrotechnik, Bauingenieurwesen und Architektur. Danach arbeitete Haasler bis 1915 als Ingenieur bei der Baudeputation Hamburg. Im Anschluss war er Oberingenieur für eine Reihe von Baufirmen. Während des Ersten Weltkriegs war Haasler, der an kriegswichtigen Bauten mitwirkte, vom Heeresdienst befreit.
Im Jahr 1928 wurde Haasler als o. Professor an die Tongji-Universität in Jiading bei Shanghai in China berufen. Dort hatte er bis 1938 den Lehrstuhl für Wasserbau, Grundbau, städtischen Tiefbau und Strassenbau. Daneben beriet er die chinesische Regierung in Fragen des Wasserbaus. Die Zerstörung der Hochschule im Zweiten Japanisch-Chinesischen Krieg zwang Dozenten und Studenten zur Flucht ins Innere Chinas und setzte der Lehrtätigkeit ein Ende. Nach seiner Rückkehr nach Deutschland übernahm Haasler 1939 kommissarisch den Lehrstuhl für Grundbau und Wasserstraßenbau an der Deutschen Technischen Hochschule Brünn im damaligen Protektorat Böhmen und Mähren. Noch im selben Jahr habilitierte er sich an der Technischen Hochschule Hannover. Eine Habilitationsschrift musste er nicht einreichen, weil die TH Hannover seine bereits veröffentlichten Fachpublikationen als ausreichend zur Befähigung für selbständige wissenschaftliche Arbeit erachtete. Im Jahr 1940 wurde er ordentlicher Professor für Grundbau und Wasserstraßenbau an der Technischen Hochschule Brünn.
Als Haasler am Ende des Zweiten Weltkriegs mit seiner Familie 1945 aus Brünn flüchten musste, ließ er sich in Wien nieder. Die Suche nach einer adäquaten Anschlussbeschäftigung im deutschsprachigen Raum gestaltete sich schwierig, so bewarb sich Haasler beispielsweise 1946 erfolglos um eine Lehrtätigkeit an den Fakultäten für Bauwesen der Technischen Hochschulen Braunschweig und Hannover. Im außereuropäischen Ausland war die Expertise des Wasserbauspezialisten jedoch gefragt. Im Jahr 1949 lagen ihm Angebote als Dozent an der Fakultät für Mathematik und Physik der Universität Mérida in Venezuela und für einen Lehrstuhl für Hafenbau an der Universität Alexandria in Ägypten vor. Um die Ausreise zu ermöglichen, beantragte Haasler beim Internationalen Komitee des Roten Kreuzes in Innsbruck einen Reisepass. Noch im gleichen Jahr konnte er über Genua nach Ägypten reisen. Neben der ordentlichen Professur leitete Haasler im Auftrag des Kriegsministeriums ein Staudammprojekt. Im Jahr 1951 wurde er ordentlicher Professor für Hafenbau und Hydraulik an der Universidad Nacional de Asunción in Paraguay.
Haasler kehrte 1965 mit seiner Familie, die ihn nach Ägypten und Paraguay begleitet hatte, nach Europa zurück und ließ sich in Wien nieder. An der Fakultät für Bauwesen der RWTH Aachen erhielt er eine ordentliche Professur für Hafenbau und Hydraulik.  1966 wurde er emeritiert.

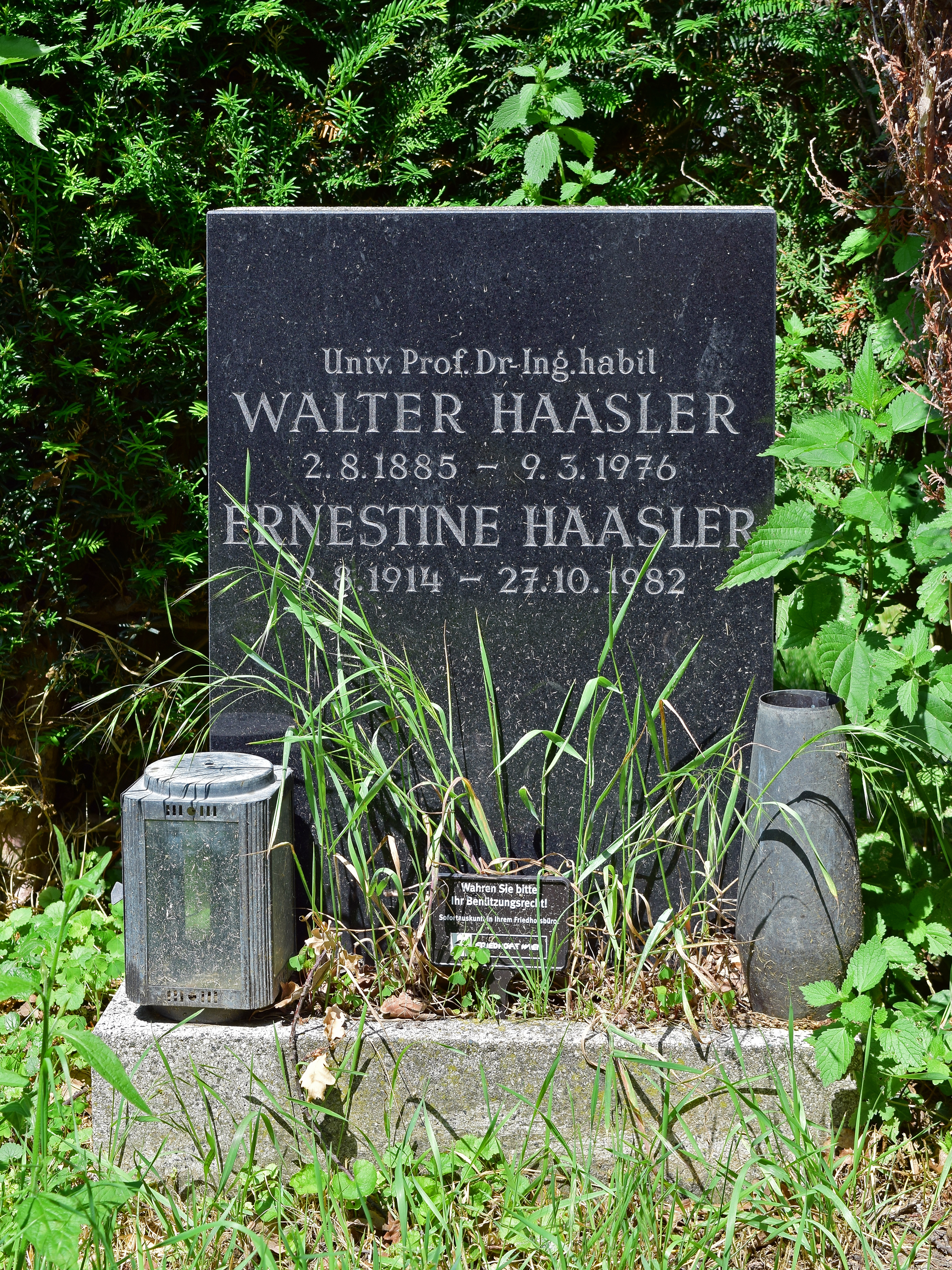
Walter Haaslers Grab im Urnenhain der Feuerhalle Simmering

Walter Haasler wurde auf dem Friedhof der Feuerhalle Simmering (Abt. E16, Nr. 377) bestattet.

## Auszeichnung
- Verdienstorden der Bundesrepublik Deutschland, Großes Verdienstkreuz (1965)[15]

## Schriften
- Versorgung der Kohlenlager auf Bahnhöfen. In: Organ für den Fortschritt des Eisenbahnwesens in technischer Beziehung. Neue Folge, Bd. 52, C.W. Kreidel’s Verlag, Wiesbaden 1915, S. 52.
- Die Lokomotiv-Bekohlungsanlagen. Verkehrstechnische Woche und eisenbahntechnische Zeitschrift. 10. Jg. (1916/1917), Verlag W. Moeser, Berlin 1916, Nr. 40/42, S. 365–376 und Nr. 46/48, S. 411–423.
- Die Lokomotiv-Bekohlungsanlagen. Eine Kritik der bestehenden Anlagen in technischer und wirtschaftlicher Beziehung. Techn. Diss. an der Technischen Hochschule Berlin. Berlin 1914 (Verlag W. Moeser, Berlin 1917).
- Als Hochschullehrer in China. In: Der Auslandsdeutsche. Hrsg. im Auftrag des Deutschen Auslands-Instituts von Fritz Wertheimer. Jg. 15 (1932), Nr. 9/10, Karl Weinbrenner & Söhne, Stuttgart 1932, S. 237.
- Entstehung und Entwicklung von Groß-Schanghai. In: Die Bautechnik, Jg. 15, Heft 21, Verlag von Wilhelm Ernst & Sohn, Berlin 1937, S. 274–278.
- Das erste Wasserbaulaboratorium Chinas. In: Die Bautechnik. Jg. 17, Heft 22, Verlag von Wilhelm Ernst & Sohn, Berlin 1939, S. 305–307.
- Die Entwicklung des Wehr- und Schleusenbaus in China. In: Der Bauingenieur. Zeitschrift für das gesamte Bauwesen. Jg. 20, Verlag von Julius Springer, Berlin 1939, S. 595–600.
- Der Hafen von Alexandria. In: Hansa. Schiffahrt – Schiffbau – Häfen. Jg. 89 (1952), Schiffahrtsverlag Hansa, Hamburg 1952, S. 321–324.